# Wirritina brevipes
Wirritina brevipes är en insektsart som först beskrevs av Kjell Ernst Viktor Ander 1934.  Wirritina brevipes ingår i släktet Wirritina och familjen Gryllacrididae. Inga underarter finns listade i Catalogue of Life.